# Jean Daetwyler
Jean Hans August Daetwyler (* 24. Januar 1907 in Basel; † 4. Juni 1994 in Sierre) war ein Schweizer Dirigent und Komponist.

## Leben
Daetwyler studierte 1927 bis 1938 in Paris an der Schola Cantorum und an der Schule César Franck, wo er von 1927 bis 1938 Schüler von Vincent d’Indy, Charles Koechlin, Guy de Lioncourt, Albert Bertelin und Jean de Valois war. 1939 kehrte er in die Schweiz zurück und liess sich in Sierre nieder. Dort wurde er Musikdirektor. Von 1947 bis 1972 war er Professor für Harmonielehre und Kontrapunkt am Konservatorium von Sion, Schweiz. Daetwyler war Gründer und von 1948 bis 1990 zugleich auch Dirigent der La Chanson du Rhône.
Kompositorisch weist er Bezüge zum gregorianischen Choral, zur Walliser Folklore und zum Expressionismus auf. Sein Œuvre umfasst rund 600 Kompositionen.

## Werke

### Werke für Orchester
- Concerto pour cor des Alpes et orchestre
- Premier concerto pour cor des Alpes, flûte, cordes et percussion
- 1983 Deuxième concerto pour cor des Alpes, flûte, cordes et percussion
  1. Nature in its mystery and complexity
  2. Lamento
  3. Village dance
- Dialogue avec la nature pour alphorn, piccolo et orchestre
- Suite anniviarde
- Concerto pour alto et orchestre (1979)
- Concerto pour trombone et orchestre
- Ski Symphonie
- Sinfonietta alpestre
- Danses barbares
- Troisième concerto pour cor des Alpes, flûte et orchestre
- Symphonie des Alpes
- Suite Montagnarde
- Deuxième concerto pour trombone tenor
- Concertino pour guitarre et orchestre à cordes (1981; dédié à Dieter Kreidler)

### Werke für Blasorchester
- 1966 Poème et Fugue
- 1966 St. Jakob an der Birs, Ouvertüre
- 1971 Concerto pour quatuor des Saxophone et Percussion et orchestre d’Harmonie
- 1971 Morgarten 1315, Ouvertüre
- 1975 Suworow, Ouvertüre, op. 193
- 1976 Karl der Kühne, symphonische Dichtung
- 1981 Major Davel, symphonische Dichtung
- Ballet sans Ballerine – Tanz ohne Tänzerin
- Capriccio Barbaro
- Marignano-Marsch
- Concerto pour ensemble de cuivres et percussion
- Konzert Rhapsodie
- Sky Symphony
- Walliser Melodien

### Messen
- Messe valaisanne avec fifres et tambours pour chœur mixte, soliste, voix d’enfants, orgues, quintette à vent, trombones et trompettes; Text liturgique de la messe par l’Abbé François Varone

### Andere Werke
- 4+1 Suite pour cor des Alpes et quatuor des cuivres
- Trio pour cor des Alpes, flûte et harpe
- 1992 Noël valaisan pour chœur mixte
- Noël Gothique
- Aî-na-na
- Danse des bergers anniviards

## Schriften
- Croches et anicroches en pays valaisan. Éditions Monographic, Sierre 1984, ISBN 3-923058-07-1.